# إدوين ن. هابل
إدوين ن. هابل هو سياسي أمريكي، ولد في 13 أغسطس 1815، وتوفي في 5 فبراير 1897 في ناياك في الولايات المتحدة. نشط حزبياً في الحزب الديمقراطي. وقد انتخب عضو مجلس النواب الأمريكي ‏.